# Liocheles schalleri
Espèce
Liocheles schalleri est une espèce de scorpions de la famille des Hormuridae.

## Distribution
Cette espèce est endémique du Tripura en Inde.

## Description
Le mâle holotype mesure 35,45 mm, les mâles mesurent de 33,32 à 35,45 mm et les femelles de 36,6 à 38,62 mm.

## Étymologie
Cette espèce est nommée en l'honneur de George Beals Schaller.

## Publication originale
- Mirza, 2017 : Description of a new species of Liocheles Sundevall, 1833 (Hormuridae) from India. Zootaxa, no 4365(2), p. 217–230.